# Плопана
Плопана (рум. Plopana) — село у повіті Бакеу в Румунії. Входить до складу комуни Плопана.
Село розташоване на відстані 264 км на північ від Бухареста, 25 км на північний схід від Бакеу, 59 км на південний захід від Ясс.

## Населення
За даними перепису населення 2002 року у селі проживали 967 осіб, з них 963 особи (99,6%) румунів. Усі жителі села рідною мовою назвали румунську.